# John J. Mescall
John J. Mescall (Litchfield, 10 gennaio 1899 – Los Angeles, 10 febbraio 1962) è stato un direttore della fotografia statunitense.
Mescall iniziò la sua carriera all'epoca del muto, negli anni venti, quando collaborò con registi come Ernst Lubitsch e King Vidor. È però più conosciuto per il suo lavoro negli anni trenta alla Universal, dove collaborò spesso con James Whale.
Nel 1943 fu candidato al premio Oscar alla migliore fotografia per il film Segretario a mezzanotte.

## Filmografia
- Edgar and the Teacher's Pet, regia di E. Mason Hopper - cortometraggio (1920)
- Edgar's Hamlet, regia di E. Mason Hopper - cortometraggio (1920)
- It's a Great Life, regia di E. Mason Hopper (1920)
- Edgar, the Explorer, regia di Mason N. Litson - cortometraggio (1920)
- Hold Your Horses, regia di E. Mason Hopper (1921)
- All's Fair in Love, regia di E. Mason Hopper (1921)
- Dangerous Curve Ahead, regia di E. Mason Hopper (1921)
- From the Ground Up, regia di E. Mason Hopper (1921)
- Watch Your Step, regia di William Beaudine (1922)
- The Wall Flower, regia di Rupert Hughes (1922)
- Brothers Under the Skin, regia di E. Mason Hopper (1922)
- The Glorious Fool, regia di E. Mason Hopper (1922)
- Gimme, regia di Rupert Hughes (1923)
- Souls for Sale, regia di Rupert Hughes (1923)
- Sotto la terra martoriata (Six Days), regia di Charles Brabin (1923)
- Reno, regia di Rupert Hughes (1923)
- Three Weeks, regia di Alan Crosland (1924)
- True As Steel, regia di Rupert Hughes (1924)
- Il vino della giovinezza (Wine of Youth), regia di King Vidor (1924)
- The Tenth Woman, regia di James Flood (1924)
- La sua ora (His Hour), regia di King Vidor (1924)
- The Bridge of Sighs, regia di Phil Rosen (1925)
- The Woman Hater, regia di James Flood (1925)
- The Wife Who Wasn't Wanted, regia di James Flood (1925)
- In faccia alla morte (Below the Line), regia di Herman C. Raymaker (1925)
- Satan in Sables, regia di James Flood (1925)
- The Love Toy, regia di Erle C. Kenton (1926)
- Oh! What a Nurse!, regia di Charles Reisner (1926)
- Silken Shackles, regia di Walter Morosco (1926)
- The Social Highwayman, regia di William Beaudine (1926)
- La vita è un charleston (So This Is Paris), regia di Ernst Lubitsch (1926)
- Il veliero trionfante (The Yankee Clipper), regia di Rupert Julian (1927)
- Il principe studente (The Student Prince in Old Heidelberg), regia di Ernst Lubitsch e, non accreditato, John M. Stahl (1927)
- La sposa della tempesta (The Wreck of the Hesperus ), regia di Elmer Clifton (1927)
- La donna leopardo (The Leopard Lady), regia di Rupert Julian (1928)
- Walking Back, regia di Rupert Julian e, non accreditato, Cecil B. DeMille (1928)
- Man-Made Women, regia di Paul L. Stein (1928)
- Captain Swagger, regia di Edward H. Griffith (1928)
- Sal of Singapore, regia di Howard Higgin (1928)
- Love Over Night, regia di Edward H. Griffith (1928)
- Una notte in Avana (The Shady Lady), regia di Edward H. Griffith (1928)
- Tutti per uno (The Leatherneck), regia di Howard Higgin (1929)
- High Voltage, regia di Howard Higgin (1929)
- The Sophomore, regia di Leo McCarey (1929)
- Big News, regia di Gregory La Cava (1929)
- Red Hot Rhythm, regia di Leo McCarey (1929)
- His First Command, regia di Gregory La Cava (1929)
- Il benemerito spiantato (Night Work), regia di Russell Mack (1930)
- L'ultimo poker (Big Money), regia di Russell Mack (1930)
- Sin Takes a Holiday, regia di Paul L. Stein (1930)
- The Easiest Way, regia di Jack Conway (1931)
- Passione di mamma (Born to Love), regia di Paul L. Stein (1931)
- Skyline, regia di Sam Taylor (1931)
- Ambassador Bill, regia di Sam Taylor (1931)
- New Morals for Old, regia di Charles Brabin (1932)
- Almost Married, regia di William Cameron Menzies (1932)
- The Return of Casey Jones, regia di John P. McCarthy (1933)
- A lume di candela (By Candlelight), regia di James Whale (1933)
- The Poor Rich, regia di Edward Sedgwick (1934)
- Affairs of a Gentleman, regia di Edwin L. Marin (1934)
- One More River, regia di James Whale (1934)
- La vita notturna degli dei (Night Life of the Gods ), regia di Lowell Sherman (1935)
- I've Been Around, regia di Philip Cahn (1935)
- La moglie di Frankenstein (Bride of Frankenstein), regia di James Whale (1935)
- Smart Girl, regia di Aubrey Scotto (1935)
- Al di là delle tenebre (Magnificent Obsession), regia di John M. Stahl (1935)
- La canzone di Magnolia (Show Boat), regia di James Whale (1936)
- Seguite il vostro cuore (Follow Your Heart), regia di Aubrey Scotto (1936)
- The Road Back, regia di James Whale (1937)
- Buona notte amore! (Make a Wish), regia di Kurt Neumann (1937)
- Stella del Nord, regia di Roy Del Ruth (1938)
- Josette, regia di Allan Dwan (1938)
- My Lucky Star, regia di Roy Del Ruth (1938)
- Exile Express, regia di Otis Garrett (1939)
- Vigilia d'amore (When Tomorrow Comes), regia di John M. Stahl (1939)
- A sud di Pago Pago (South of Pago Pago), regia di Alfred E. Green (1940)
- Kit carson la grande cavalcata (Kit Carson), regia di George B. Seitz (1940)
- Her First Romance , regia di Edward Dmytryk (1940)
- L'incompiuta (New Wine), regia di Reinhold Schünzel (1941)
- Henry Aldrich for President, regia di Hugh Bennett (1941)
- The Night of January 16th, regia di William Clemens (1941)
- Segretario a mezzanotte (Take a Letter, Darling), regia di Mitchell Leisen (1942)
- Sweater Girl, regia di William Clemens (1942)
- La doppia vita di Andy Hardy (Andy Hardy's Double Life), regia di George B. Seitz (1942)
- Three Russian Girls, regia di Henry S. Kesler, Fyodor Otsep (1943)
- Il ponte di San Luis Rey (The Bridge of San Luis Rey), regia di Rowland V. Lee (1944)
- Sfolgorio di stelle (Sensation of 1945), regia di Andrew L. Stone (1944)
- Youth Runs Wild, regia di Mark Robson (1944)
- Acque scure (Dark Waters), regia di André De Toth (1944)
- Bedside Manner, regia di Andrew L. Stone (1945)
- Rocce rosse (Davy Crockett, Indian Scout), regia di Lew Landers (1950)
- The Desperados Are in Town, regia di Kurt Neumann (1956)
- Una pistola tranquilla (The Quiet Gun), regia di William F. Claxton (1957
- Il vampiro del pianeta rosso (Not of This Earth), regia di Roger Corman (1957)